# Ekiben

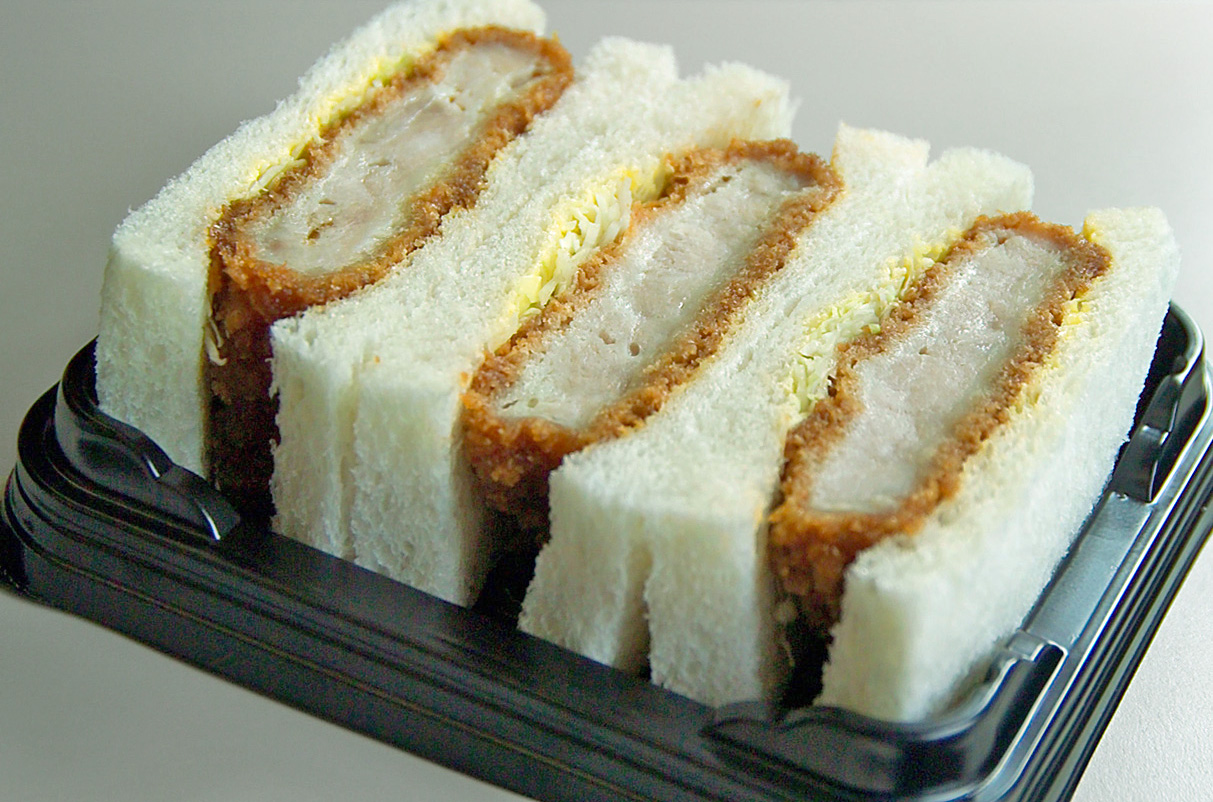
Questo bentō acquistato presso la Shinkansen è un katsu sandwich

L'ekiben (駅弁? lett. "pranzo della stazione") è un particolare tipo di bentō (pasto confezionato per il consumo fuori casa) venduto in Giappone sui treni e nelle stazioni ferroviarie (nei chioschi e ai distributori presenti vicino ai marciapiedi) ed è possibile acquistarne in vari tipi. Gli ekiben vengono forniti con bacchette monouso o con le altre posate necessarie per consumare il cibo. I contenitori utilizzati per gli ekiben possono essere di plastica, legno o ceramica. 
Molte stazioni ferroviarie giapponesi divennero famose per i loro ekiben particolarmente gustosi realizzati con piatti tipici del luogo. Il periodo d'oro degli ekiben, comunque, è terminato alla fine degli anni ottanta. All'epoca i viaggi in aereo erano molto costosi ed i treni erano più lenti rispetto agli standard odierni; molti turisti ricorrevano a questo tipo di pasto durante i loro viaggi in treno.